# シナーラ (帆船)
シナーラ（Cynara）は1927年に英国で建造された2本マストの木製の大型ヨット帆船である。リビエラ所有のプライベート船で、2015年にリビエラがレストア(本格修復)プロジェクトを立ち上げ、2020年レストア完了。優雅で美しい姿から「海の貴婦人」と呼ばれている。日本で唯一の現存する木造大型帆船であり、日本で唯一レストアされたクラシックヨット。

## 概要
キャンパー・アンド・ニコルソンのチャールズ・ニコルソンが設計し、木材の吟味から10年以上の時を経て建造され、1927年4月にイギリスのサウザンプトン近辺で進水した。

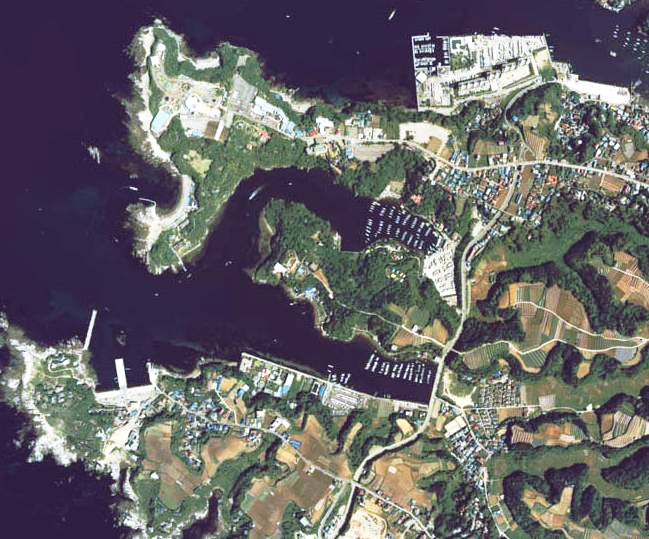
画像中央が油壷湾、画像右上がシーボニアマリーナ。

何人ものオーナーの手を渡り、地中海でチャーターヨットとして活躍していた頃、シーボニアマリーナ(神奈川県三浦市油壷)を手中に収めた西武がマリーナの旗艦としてシナーラを入手。1973年1月27日にイギリスのリミントンから出港し、大西洋、カリブ海、パナマ運河、太平洋を横断し、195日後の8月10日に三浦市の三崎港に入港した。
来日後は西武グループの広告塔として北海道から沖縄県まで日本各地の港を訪れ、その後はシーボニアマリーナを母港として、クルージング事業や船上ウエディング、パーティー会場、時にはテレビのロケや雑誌の撮影に利用され続けた。バブル崩壊とともに2001年に西武グループが解体されると、リビエラが事業継承した際に本船も所有することとなった。
経年劣化などから、リビエラは2015年2月に修復プロジェクトを立ち上げ、2017年1月にシナーラを海から上架して修復作業を開始。日本へのレストア技術伝承を目的に世界11ヵ国から船大工を招聘してレストア作業を進め、2020年にレストアを完了した。
建造当時のチーク材を92%残したレストア事業は、2021年4月15日にイギリスの「Classic Boat Awards 2021」にて帆船レストア・オブ・ザ・イヤーを受賞した。